# Trude Guermonprez

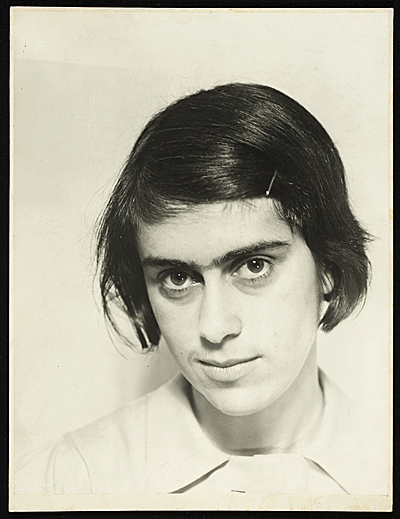
Paul Guermonprez: Trude Guermonprez

Trude Guermonprez (geboren als Gertrud Jalowetz 9. November 1910 in Danzig, Deutschland; gestorben 8. Mai 1976 in San Francisco) war eine deutschamerikanische Textilkünstlerin.

## Leben

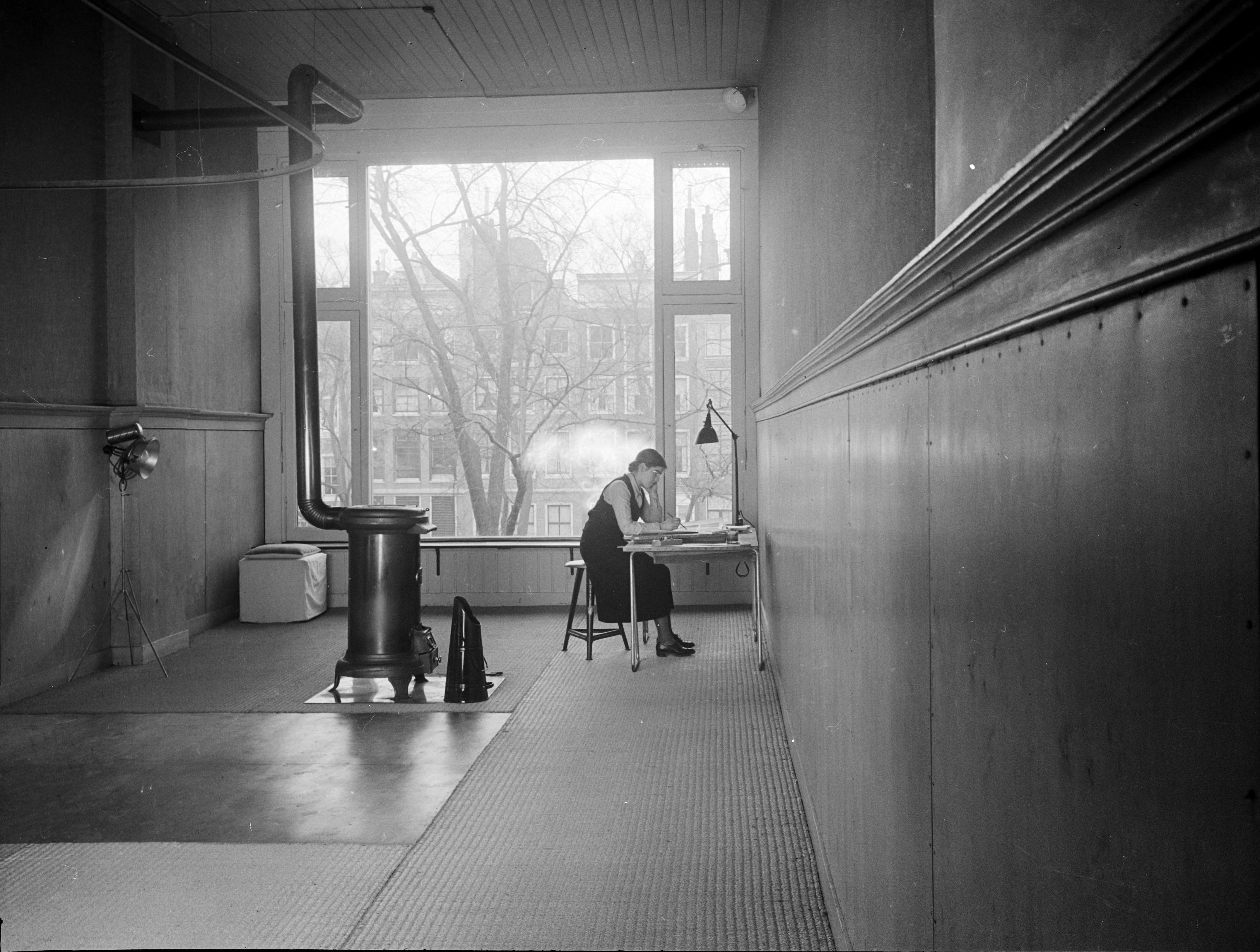
Trude Jalowetz in Amsterdam (1937)

Gertrud Jalowetz’ Vater war der österreichische Dirigent und Arnold-Schönberg-Schüler Heinrich Jalowetz, ihre Mutter Johanna Groag war Gesangspädagogin und Schwester des Architekten Jacques Groag, der wiederum die Textilkünstlerin Jacqueline Groag heiratete. Ihre 1920 geborene Schwester Lisa Jalowetz wurde ebenfalls bildende Künstlerin und war mit dem Bühnenbildner Boris Aronson verheiratet.
Trude Jalowetz besuchte 1930 die Kölner Werkschulen und ab 1931 die Staatlich-städtische Kunstgewerbeschule Burg Giebichenstein in Halle (Saale), wo sie bei Benita Otte ausgebildet wurde, die vom Bauhaus kam. Nach der Machtergreifung 1933 emigrierte sie in die Niederlande, wo sie beim Unternehmen Het Paapje eine Werkstatt für handgewebte Stoffe und Teppiche aufbaute. 1937 studierte sie in Finnland skandinavische Webtechniken. Sie heiratete den Fotografen Paul Guermonprez (1908–1944), der während der deutschen Besetzung der Niederlande in den Widerstand ging und 1944 von den Deutschen ermordet wurde.
Nach der Befreiung der Niederlande arbeitete sie als künstlerische Beraterin der Weverij de Ploeg. Guermonprez ging 1947 mit der Hilfe von Anni Albers als Dozentin an das Black Mountain College in die USA. 1949 besuchte sie das Künstlerkollektiv Pond Farm in Guerneville, das von Marguerite Friedlaender organisiert wurde. Sie heiratete John Elsesser, und sie zogen nach San Francisco. Ab 1954 lehrte sie Vollzeit am California College of Arts and Crafts. Zu ihren Schülerinnen gehörten Kay Sekimachi Stocksdale, Anne Wilson und Jane Lackey. Sie war Fellow des American Craft Council und wurde 1962 von der National Home Furnishings League ausgezeichnet. 1970 erhielt sie die Craftsmanship Medal des American Institute of Architects.
Gertrud Guermonprez entwarf Industriestoffe für Textilhersteller in New York und Kalifornien sowie Auftragsarbeiten für Einzelpersonen, Architekturbüros und Synagogen. Ihre vom Bauhaus beeinflusste abstrakte Formensprache für handgewebte Textilien trug laut dem Cooper Hewitt, Smithsonian Design Museum wesentlich zur Entwicklung der Moderne in Kalifornien und darüber hinaus bei. Ab Mitte der 1960er bis Anfang der 1970er Jahre nahmen ihre künstlerischen Webarbeiten einen weniger funktionalen Stil an. Dazu gehören Werke wie Notizen zu John I & II (1966), Our Mountains (1971) und Mandy’s Motto (1975). Sie waren „eher Gemälden verwandt – tiefe persönliche, poetische und stille Reflexionen über die menschliche Erfahrung“. Die einzige Ausstellung widmete ihr das Oakland Museum of California posthum 1982 unter dem Titel The Tapestries of Trude Guermonprez.